# قرار مجلس الأمن التابع للأمم المتحدة رقم 622
قرار مجلس الأمن التابع للأمم المتحدة رقم 622، المتخذ بالإجماع في 20 سبتمبر / أيلول 1988، بعد الأشارة إلى اتفاقية جنيف الموقعة في 14 أبريل / نيسان 1988، أكد المجلس الاتفاق على الإجراءات الواردة في رسائل الأمين العام بشأن تسوية الوضع في أفغانستان.
وبناء على ذلك، أكد المجلس إنشاء بعثة الأمم المتحدة للمساعي الحميدة في أفغانستان وباكستان في أيار / مايو 1988، ووضع ترتيبات لإرسال 50 ضابطاً عسكرياً مؤقتاً للمساعدة في البعثة بناء على طلب الأمين العام. كما طالب الأمين العام بإطلاع المجلس على التقدم المحرز في المنطقة.

## روابط خارجية
- نص القرار في undocs.org